# Фолликулярная ангина
Фолликуля́рная анги́на — острое инфекционное заболевание, клиническая форма ангины. Характеризуется нагноением фолликулов миндалин в виде белых точек, регионарным лимфаденитом. Поражает преимущественно миндалины — нёбные (чаще всего), язычную, гортанную и носоглоточную.

## Симптомы
- Заболевание начинается остро, протекает тяжело: повышение температуры тела до 39—40°, выражены признаки интоксикации — слабость, потливость, головная боль, чувство ломоты в поясничной области и суставах, потеря аппетита.
- Боль в горле, затруднения при глотании.
- Регионарные лимфатические узлы увеличены и болезненны при надавливании.
- Гиперемия и увеличение нёбных миндалин и прилегающих участков мягкого нёба и нёбных дужек.
- В миндалинах видны нагноившиеся фолликулы, просвечивающие сквозь слизистую оболочку в виде мелких пузырьков желтовато-белого цвета.

## Диагностика и дифференциальная диагностика
Диагноз стрептококковой ангины основывается преимущественно на данных клинической картины и фарингоскопии. Из лабораторных исследований применяют бактериологические (обнаружение в посевах слизи из ротоглотки ß-гемолитического стрептококка группы А) и серологические (нарастание титров антител антигенам стрептококка) исследования.

## Лечение
Отоларинголог назначает антибиотики, противовоспалительные, жаропонижающие, противоаллергические препараты, проводится дезинтоксикационная терапия.
Показаны полоскания горла назначенными лечащим врачом растворами антисептиков, обильное тёплое питье, соблюдение строгого постельного режима.